# Setra S 416 GT-HD

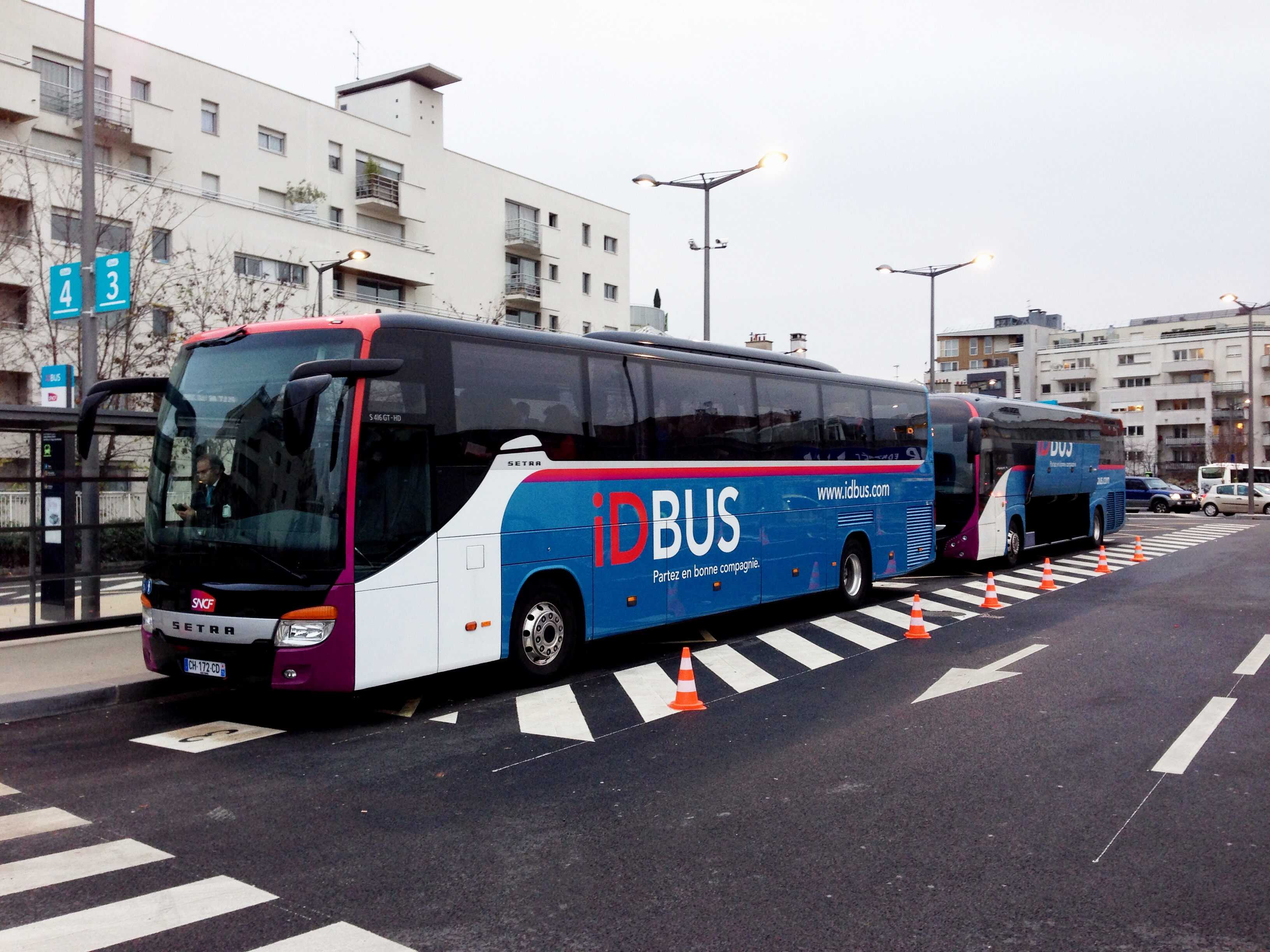
Setra S 416 GT-HD/2

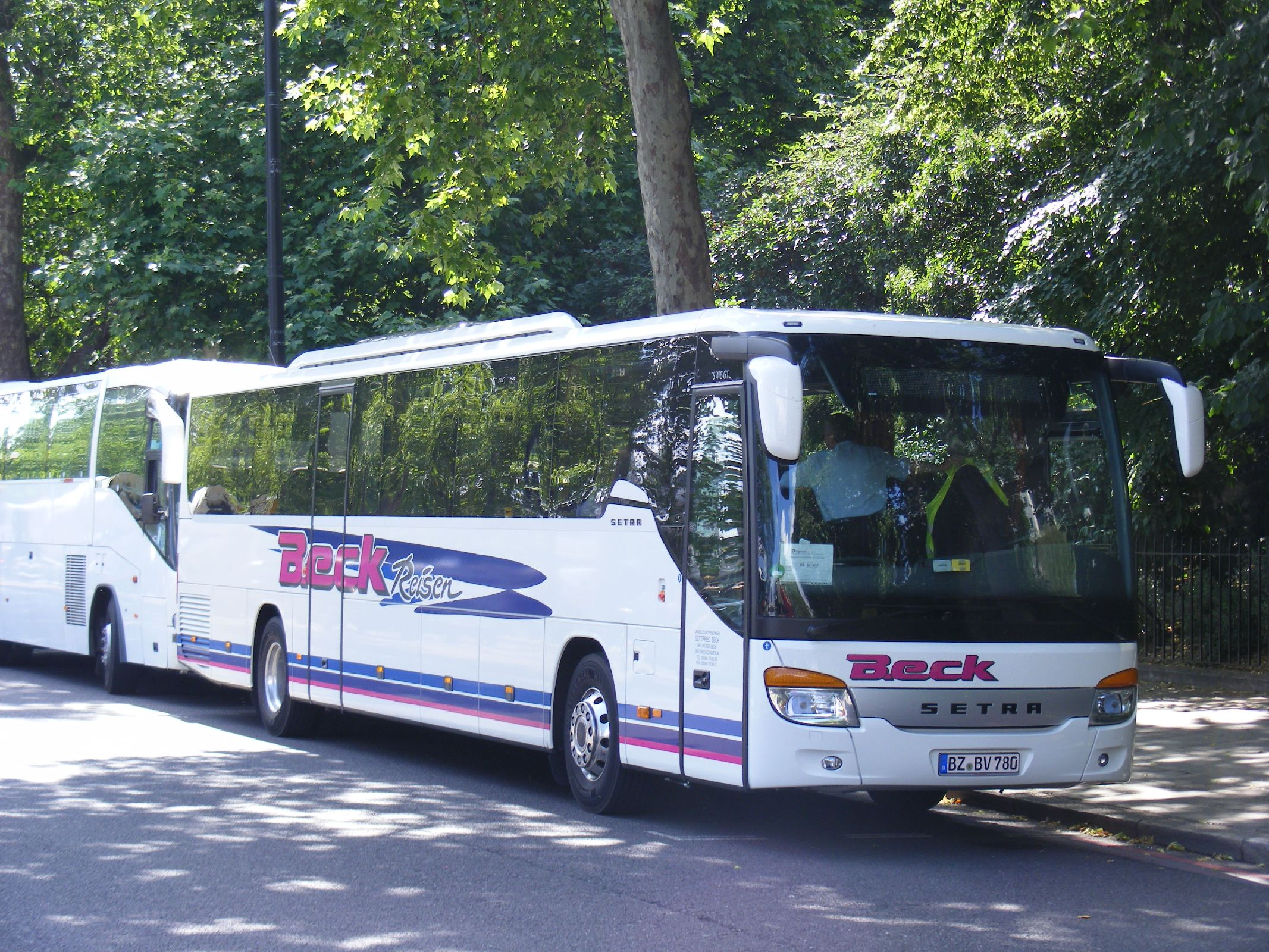
Setra S 416 GT

Setra S 416 GT-HD — туристический автобус, выпускаемый немецкой компанией Setra с 2003 по 2013 год. Вытеснен с конвейера моделью Setra S 516 HD. 

## Модификации
- Setra S 416 GT — двухосный автобус.

## Эксплуатация
По данным сайта Photobus, автобус Setra S 416 GT-HD эксплуатируется в Германии, Польше, Чехии, Испании, Франции, Финляндии, Киеве, Болгарии, Боснии и Герцеговине, Ивано-Франковской области, Турции, Литве, Норвегии, Греции, Хорватии, Львовской области, Молдавии, Тернопольской области, Калининградской области, Новосибирской области, Венгрии, Великобритании, Люксембурге, Австрии, Словакии, Сербии, Северной Македонии и Косово. В Дании, Латвии и Швеции автобус выведен из эксплуатации.
| Страна           | Предприятие   | Серии  | Количество | Модель  | Эксплуатация     |
| ---------------- | ------------- | ------ | ---------- | ------- | ---------------- |
| Франция          | iDBUS         |        | 26         | GT-HD/2 | Восточная Европа |
| Люксембург       | Simon Tours   | ST3029 | 1          | GT-HD   |                  |
| Люксембург       | Voyages Ecker | VE2000 | 1          | GT-HD   |                  |
| Украина / Польша | EK 2012       |        | 16         | GT-HD/2 |                  |